# والت بيكر
والت بيكر (بالإنجليزية: Walt Becker)‏ مواليد 16 سبتمبر 1968 في هوليوود، هو ممثل ومخرج ومنتج وكاتب سيناريو أمريكي بدأ مسيرته الفنية سنة 2000.

## الأعمال
- الخنازير البرية
- حارس الحديقة
- ألفين والسناجب :رقاقة الطريق

## روابط خارجية
- والت بيكر على موقع IMDb (الإنجليزية)
- والت بيكر على موقع روتن توميتوز (الإنجليزية)
- والت بيكر على موقع قاعدة بيانات الأفلام العربية
- والت بيكر على موقع ألو سيني (الفرنسية)
- والت بيكر على موقع أول موفي (الإنجليزية)
- والت بيكر على موقع قاعدة بيانات الأفلام السويدية (السويدية)
- والت بيكر على موقع إن إن دي بي (الإنجليزية)
- والت بيكر على موقع قاعدة بيانات الفيلم (الإنجليزية)
- والت بيكر على موقع كينوبويسك (الروسية)